# Andreas Kilingaridis
Andreas Kilingaridis (griechisch Ανδρέας Κιλιγκαρίδης, * 5. August 1976 in Saratow, Sowjetunion; † 12. Juni 2013 in Bydgoszcz, Polen) war ein griechischer Kanute, der ab Anfang der 2000er Jahre international bei Wettkämpfen antrat. Er startete für Navtikos Athlitikos Omilos Kalamarias Thessalonikis (Ναυτικός Αθλητικός Όμιλος Καλαμαριάς Θεσσαλονίκης).

## Leben
Kilingaridis wurde 1976 in Saratow, Sowjetunion, geboren. Seine Eltern waren Pontosgriechen, die nun in Alexandroupoli leben.
Mit elf Jahren begann er mit dem Kanusport und wanderte mit 17 Jahren nach Griechenland aus.
1997 wurde er Vierter bei den Mittelmeer-Meisterschaften, 1999 kam er bei den Kanu-Weltmeisterschaften auf den 5. Platz. 2000 qualifizierte er sich für die Olympischen Spiele 2000 in Sydney und kam im Einer-Kajak (500 m) auf den 13. Platz, wurde aber im 1000-m-Rennen disqualifiziert.
2001 wurde er Erster bei den Balkan-Wettkämpfen.
Er erhielt ein Stipendium des Internationalen Olympischen Komitees, fiel aber bei den Olympischen Spielen 2004 auf den letzten Platz zurück.
2006 bei den Europameisterschaften auf der Teplá in Tschechien kam er auf den 7. Platz.
In Duisburg, bei den Kanurennsport-Weltmeisterschaften 2007 belegte er einen 4., 5. und 7. Platz.
Beim Europacuprennen 2007 über 10 km wurde er Erster und gewann Bronze beim Marathon über 10 km in Mailand.
Für die Olympischen Spiele 2008 in Peking qualifizierte er sich und errang den 5. Platz.

2013 war er zur Vorbereitung auf den Weltcup in Bydgoszcz, Polen, als er am 5. Juni in seinem Hotelzimmer leblos aufgefunden wurde. Es wurde eine akute Leukämie festgestellt. Am 11. Juni wurde er für klinisch tot erklärt und starb am 12. Juni 2013.

## Familie
Kilingaridis war verheiratet und hinterließ zwei Kinder.